# لاندسكرونا
لاندسكرونا هي بلدة سويدية تقع في محافظة سكونا (السويد) على مضيق أوريسند.